# Kill Phil 2
Kill Phil 2 è il quinto album in studio del DJ italiano Mr. Phil, autoprodotto e pubblicato il 20 marzo 2017.

## Descrizione
Sequel dell'album del 2005, l'album è stato annunciato ufficialmente con il teaser il 20 gennaio dove ha rivelato alcuni nomi importanti della scena come i Colle der Fomento, Il Turco, E-Green, Jack the Smoker, Ensi e Lucci dei Brokenspeakers
L'album è stato preceduto da videoclip dei brani Another World con John Princekin e Tutto già fatto con Il Turco, Ensi, Nex Cassel e DJ Lil Cut, usciti rispettivamente il 20 febbraio e il 20 marzo. In concomitanza con l'uscita dell'album è stato pubblicato il doppio singolo Tabula rasa/Another World nel formato 7".

## Tracce
1. Kill Phil 2 Intro (feat. Dario De Luca) – 0:50
2. 3 tempeste (feat. E-Green, Danno & DJ Yaner) – 3:48
3. AK47 Rap (feat. Gast, Mystic One & Sedato Blend) – 3:19
4. Another World (feat. John Princekin) – 3:43
5. Ombre (feat. DSA Commando) – 4:00
6. Tevere in piena (feat. Balo1, Suarez & Grezzo Esselover) – 3:03
7. Tabula rasa (feat. Masito & Danno) – 3:48
8. God Fetish (feat. Lanz Khan & Blo/B) – 3:08
9. Tutto già fatto (feat. Il Turco, Ensi & Nex Cassel) – 4:05
10. Vecchia maniera (feat. Jack the Smoker & Asher Kuno) – 1:50
11. Hattori hanzo (feat. Dunk & Whiteboy) – 3:34
12. Cash Burnin' (feat. Francesco Paura, Lucci & DJ Delta) – 3:26
13. E' cos' nostr' (feat. Kimicon Twinz & DJ Double S) – 3:37
14. Diamanti sporchi (feat. Amir Issaa & Kris Kolo) – 3:20
15. Disco d'odio (feat. Don Diegoh & Easy One) – 3:23
16. Rendez-vous (feat. Ciunno Boyz) – 3:09
17. Ready 2 Kill (feat. Romanderground) – 3:18
18. Come Dio comanda (feat. Paolito, Claver Gold & DJ P-Kut) – 3:10
19. 1 Shot 1 Kill (feat. Leslie) – 2:33
20. Beatrix Kiddo (feat. Bariyoungunz) – 3:38
21. 7 samurai (feat. Johnny Roy, Don Diegoh, Blo/B, Brenno, Barile & Kento) – 2:57
22. Kill Phil 2 Outro (feat. Alien Dee) – 1:30